# 库尔特·斯滕贝里
库尔特·斯滕贝里（瑞典語：Kurt Stenberg，1888年7月19日—1936年3月26日），芬兰男子体操运动员。他曾获得1908年夏季奥运会体操比赛男子团体全能铜牌。1909年，他代表Ylioppilasvoimistelijat队在全国体操锦标赛上获得男子团体冠军。